# Geoffrey Lawrence
Geoffrey Lawrence (2 décembre 1880 – 28 août 1971) est le principal juge britannique lors du procès de Nuremberg dont il assura la présidence.

## Biographie
La famille Lawrence est originaire de Builth Wells, dans Radnorshire, au Pays de Galles. Geoffrey Lawrence est le fils cadet d’Alfred Tristram Lawrence, premier Baron Trevethin, Lord Chief Justice of England en 1921 et 1922. Il suit ses études au collège impérial de Haileybury, où Clement Attlee est son cadet, puis au New College d'Oxford.
Lawrence s'inscrit au barreau (Inner Temple) en 1906, et rejoint par la suite le cabinet de Robert Finlay, spécialisé dans les affaires d’appel devant les plus hautes juridictions, la Chambre des lords et, pour les appels provenant des dominions et des colonies, le Conseil privé. Finlay fait confiance à Lawrence, au point que celui-ci gère les dossiers provenant du Canada avec Finlay comme assistant.
Lawrence prend part à la Première Guerre mondiale au sein du régiment royal d’artillerie ; il est cité à deux reprises et décoré du Distinguished Service Order (DSO) en 1918. Après la fin du conflit, il reste membre de l’armée territoriale jusqu’en 1937
À son retour au barreau, Lawrence continue à traiter des dossiers portés devant le Conseil privé ; son intérêt pour les chevaux, hérité de son père, l’amène à devenir, en 1922, l’avocat du Jockey Club ; peu après, il devient Recorder (juge) à Oxford.
En 1927 Lawrence est nommé au Conseil privé et devient l’Attorney General du prince de Galles, le futur Edouard VIII. Avec cette nomination, il devient membre du conseil du duché de Cornouailles jusqu’en 1932, période à laquelle il est nommé juge à la King's Bench Division, l’une des plus hautes instances judiciaires d’Angleterre ; il se voit également décerner le titre de knight bachelor.
Comme juge, Lawrence se tient à l’écart des projecteurs, ne prononçant pas de jugement à sensation et n’attirant pas l’attention sur sa personne. Lorsque Rayner Goddard est choisi comme Law Lord, Lawrence lui succède au poste de Lord Justice of Appeal en 1944.
Lawrence est désigné, compte tenu de son expérience, à la tête de la délégation britanniques au procès de Nuremberg, avec William Norman Birkett, comme juge suppléant ; cette nomination ne résulte pas, comme certains l’affirme, de son amitié avec Clement Attlee, alors premier ministre. Il est ensuite désigné comme président du tribunal, plus en raison de l’absence de rival que pour tout autre motif. Sa conduite des débats est appréciée par la plupart des personnes impliquées dans le procès, notamment parce qu’il s’efforce de juger de la pertinence de chaque élément de preuve et qu’il s’efforce d’éviter des plaidoiries interminables.
Lawrence n’est pas un juriste d’un talent exceptionnel mais il est applaudi pour avoir prononcé un jugement particulièrement clair, largement rédigé par Birkett, jugement qui exprime le sens moral des conclusions de la Cour. Après la réussite du procès, Lawrence accède à la pairie, et reçoit le titre de Baron Oaksey, le 13 janvier 1947 ; il hérite ensuite, le 25 juin 1959, du titre de son frère, Baron de Trevethin, mais est toujours connu sous le nom de Lord Oaksey.
Personnalité juridique majeure de la Chambre des lords, il est nommé Lord of Appeal in Ordinary et fait partie du comité de justice du Conseil privé de 1947 à sa retraite en 1957. Propriétaire d’un domaine campagnard dans le Wiltshire, il y élève des chevaux de course de Guernesey. Son fils, John Lawrence, 2e Baron Oaksey, est un jockey amateur bien connu et un journaliste hippique ; comme son père, il utilise le titre de Lord Oaksey.